# The Need for Speed
Road & Track Presents: The Need for Speed, meglio noto come The Need for Speed, è un simulatore di guida sviluppato da EA Canada e pubblicato nel 1994 da Electronic Arts per 3DO. Primo videogioco della serie Need for Speed, il gioco ha ricevuto conversioni per MS-DOS, PlayStation e Sega Saturn. Nel 1997 è stata pubblicata una edizione speciale del titolo per Microsoft Windows.
In giappone vennero pubblicate delle versioni speciali del videogioco, per Sega Saturn e PlayStation: Nissan Presents Over Drivin' GT-R (オーバードライビンＧＴ－Ｒ?) e Over Drivin' Skyline Memorial, che presentavano esclusivamente vetture prodotte da Nissan, sponsor del gioco.

## Modalità di gioco
Il gioco si svolge su cinque tracciati diversi, di cui due chiusi e tre da punto a punto. Durante le gare i giocatori, oltre a tentare di arrivare in prima posizione, devono anche prestare attenzione alle pattuglie della polizia che, dopo un certo numero di arresti, decretano il game over. È inoltre presente una modalità multigiocatore in split screen.

## Sviluppo
Per lo sviluppo di The Need for Speed Electronic Arts si avvalse della collaborazione della rivista automobilistica Road & Track per ricreare nella maniera più realistica possibile il comportamento su strada delle vetture. Le auto presenti nel gioco sono dotate di apposite descrizioni audiofoniche corredate da foto che ne specificano caratteristiche e prestazioni.